# Államregény
A fantasztikus irodalom része, ideális államberendezkedést ábrázol regényes formában. Különösen a 17–18. században volt divatos. 
Legjelentősebb előzményei: 
- Xenophón: Kürosz neveltetése
- Platón: Az állam

Közvetlen mintái a reneszánsz utópiák, illetve politikai művek:
- Morus Tamás: Utópia
- Tommaso Campanella: Napállam
- Niccolò Machiavelli: A fejedelem

Legtöbbször társadalmi utópia. Az író saját államának szatirikus képét rajzolja meg. Sok közöttük utazási regény, robinzonád vagy pedagógiai regény. Gyakran kapcsolódik a kulcsregényhez. Közös jellemzőjük a moralizáló hangnem. Napjainkban a science fictionnel együtt jelenik meg.
Nevezetes államregények: 
- Jonathan Swift: Gulliver utazásai
- Étienne-Gabriel Morelly: Az úszó szigetek elsüllyedése, avagy a híres Bilpai Baziliádja
- Voltaire: Candide
- Rousseau: Zacahriae, Heinse
- Fénelon: Télemakhosz utazása
- J. Barclay: Argenis
- J. G. Schnabel: Felsenburg – sziget
- Restif de la Bretonne: A repülő város
- J. Harrington: Oceana
- B. de Fontenelles: A bölcsek köztársasága
- A. Ramsay: Cyrus utazása
- J.F. Marmontel: Belisaire
- Ch. M. Wieland: Arany tükör
- Étienne Cabet: Utazás Ikariába
- Bellamy: Visszatekintés 2000-ből

A legismertebb és egyben első magyar államregény:
- Bessenyei György: Tariménes utazása (1804)